# Frito-Lay
Frito-Lay North America è una filiale di PepsiCo che produce distribuisce e vende patatine disidratate e altri tipi di merendine.
Tra le merendine principali prodotte, oltre alle patatine, ci sono snack a base di formaggio, tortilla chips fritte (brand "Doritos" e "Fritos"), pretzel. Nel 2009 ha generato vendite per oltre un miliardo di dollari.

## Storia

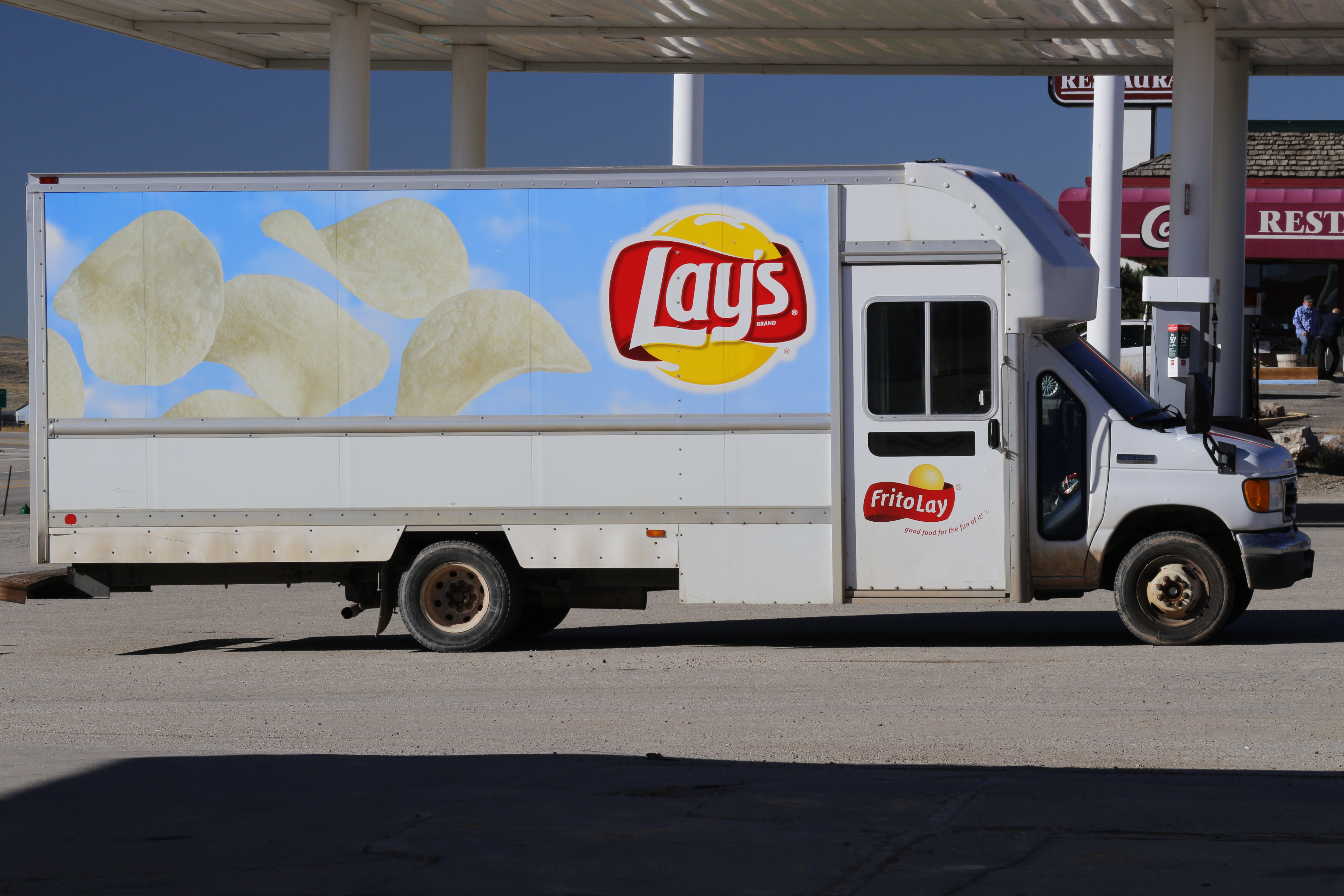
Un camion per la distribuzione dei prodotti Frito-Lay nel Wyoming

Frito-Lay nacque nel 1961 dalla fusione di Frito Company e H.W. Lay & Company.
Nel 1965 Frito-Lay si fuse con Pepsi-Cola Company da cui nacque PepsiCo.
Nel gennaio 1978, il gruppo di sviluppo del prodotto di Frito-Lay guidato da Jack Liczkowski  completò lo sviluppo delle patatine Tostitos, di forma rotonda e realizzate con mais bianco, frutto di una ricerca che ha scoperto che il mais macinato secondo la tradizione messicana con calce inorganica e senza essere risciacquato completamente mantiene un contenuto di calce più alto e possiede un pH più basso, conferendo così un gusto specifico in fase di cottura. Dopo il successo del test di marketing nel 1979, le Tostitos furono distribuite nel 1980 negli Stati Uniti d'America realizzando vendite per 140 milioni di dollari, divenendo così uno dei prodotti di maggior successo dell'azienda.
Tra i prodotti della società sono presenti anche i Funyuns.
Grazie a Frito-Lay, PepsiCo è la più grande società di snack del mondo; nel 2009 il 40% degli snack salati venduto negli Stati Uniti, e il 30% in altri mercati è composto da loro prodotti.